# Rájiv
Rájiv (en ucraniano: Рáхів) es una ciudad del óblast de Zakarpatia, en Ucrania occidental. Centro administrativo del raión homónimo.

## Demografía
Según el censo del año 2001, la población de la ciudad era de 15.241 habitantes.

## Rasgos

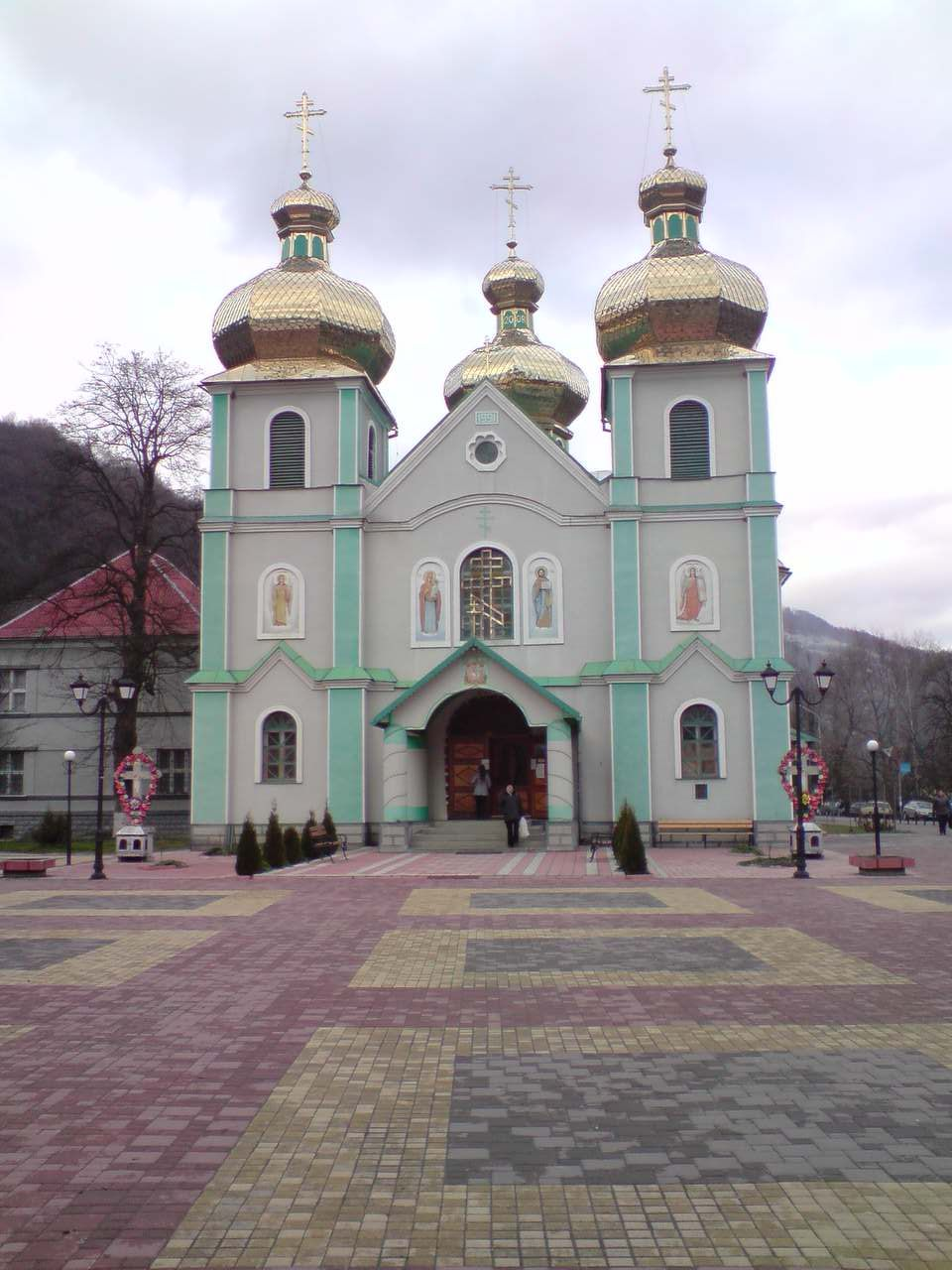
Iglesia ortodoxa oriental en Rájiv, Ucrania

Rájiv, o más precisamente el pueblo de Dilové que se encuentra cerca, es una de las diversas localidades europeas que reclaman el derecho simbólico a ser el centro geográfico de Europa. La señal en Dilové (en la imagen) está en 48°45′N 18°55′E / 48.750, 18.917, el punto calculado en 1887 por los geógrafos austrohúngaros, lleva una inscripción en latín: Locus Perennis Dilicentissime cum libella librationis quae est in Austria et Hungaria confectacum mensura gradum meridionalium et paralleloumierum Europeum. MD CCC LXXXVII.
La cede general de la Reserva de la biosfera de los Cárpatos está localizada en Rájiv.
Con una altitud de 430 m s. n. m., Rájiv es la ciudad más alta de Ucrania.

## Hermanamientos
- Szeged, Hungría